# Heterostachys ritteriana
Heterostachys ritteriana là loài thực vật có hoa thuộc họ Dền. Loài này được (Moq.) Ung.-Sternb. mô tả khoa học đầu tiên năm 1876.